# Stele van Kition

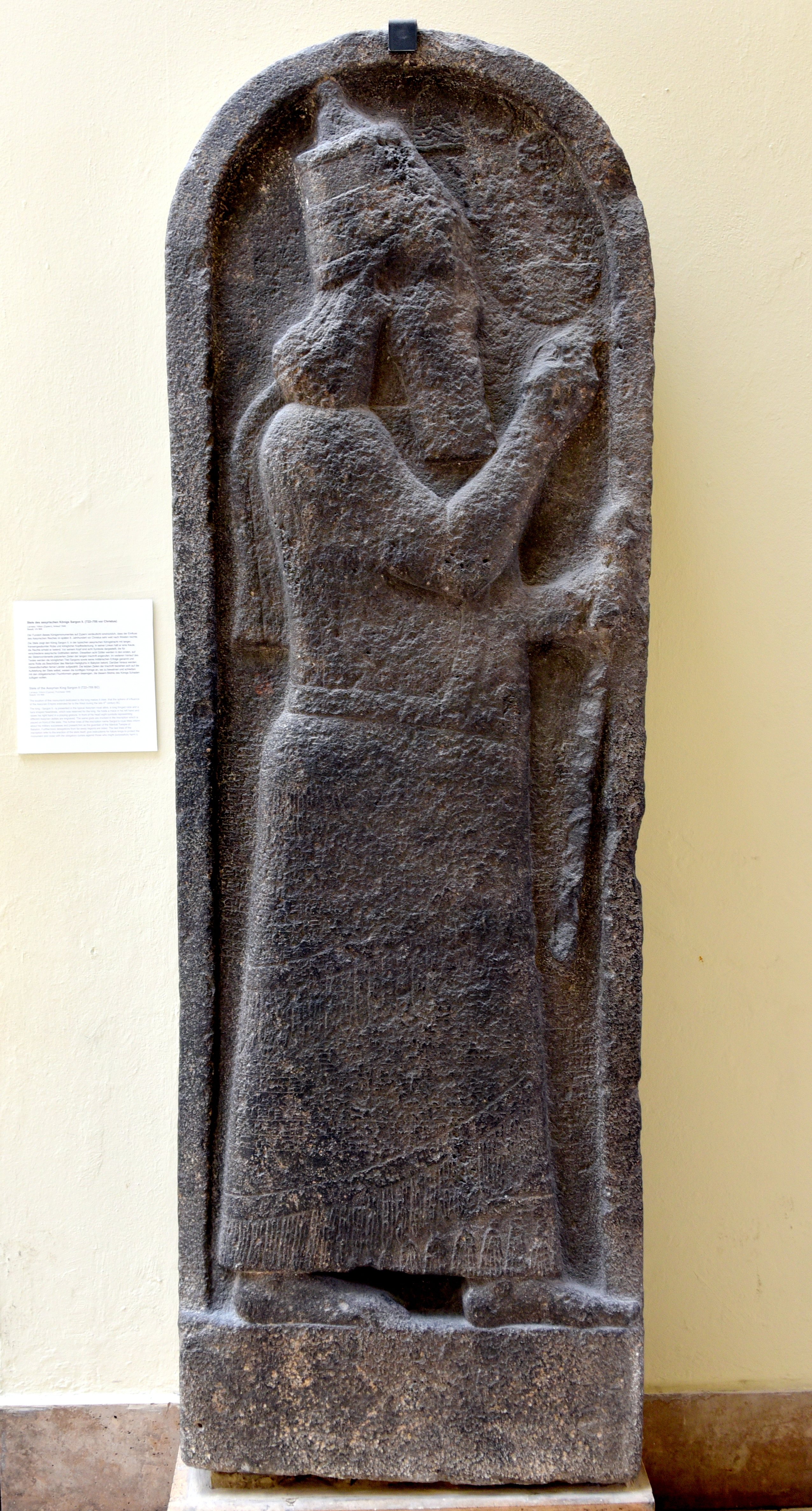
De stele van Kition.

De stele van Kition bestaat uit basalt en had een hoogte van 2,09 meter. Ze werd in 1845 in een tuin in Kition/Citium (Larnaca) op Cyprus in een steenhoop ontdekt. De steen werd aan het British Museum in Londen aangeboden, dat er echter maar 20 pond voor wil betalen. Ook de Franse geleerde Luis de Mas Latrie, die in oktober 1845 naar Cyprus was gekomen, kon de vinder niet genoeg geld aanbieden. Uiteindelijk verwierf de Duitse archeoloog en epigraficus Ludwig Ross (1806-1859) de stele voor 50 pond voor het toenmalige Pruisische Museum in Berlijn. Hij was in 1832 met een Deense beurs naar Griekenland gekomen en werkte sinds de zomer 1833 als viceconservator in Nauplion en Sparta, vanaf 1834 als hoofdconservator in Athene. In 1845 bezocht hij Rodos, Kos, en voor twee maanden ook Cyprus. Hier beschreef hij de archeologische steden en verwierf hij naast de Kitionstele ook archaïsche kalksteenplastiken en terracottabeelden uit het tempelgebied van Idalion, welke hij voor Fenicisch hield.
De stele bevindt zich vandaag de dag in de Staatliche Museen zu Berlin (Inv.-nr.: VA 968). De vergulde zilverplaquette, die tezamen met de stele was gevonden, werd door M. de Saulcy opgekocht. Ze bevindt zich vandaag de dag in het Louvre. Dit museum bezit ook een afgietsel van de Kitionstele.
De stele stond vermoedelijk op de Akropolis van Kition en beschreef de overwinning van Sargon II (721-705 v.Chr.) van Assyrië in 707/709 v.Chr. over de zeven koninkrijken van het eiland Ia' in het gebied van Iadnana of Atnana. Deze overwinning werd ook in zijn annalen in Dur-Sharrukin beschreven: „… en evenzo hoorden de zeven koningen van het land Ia van de daden, die ik in het land Kaldu en in het land Hatti gestaag volbracht, en het hart klopt in hun keel, en angst overweldigde hen … Zo brachten ze goud, zilver en objecten uit ebben en buxus, producten van hun land, voor mij naar Babylon en kusten mij de voeten.“ Ebben komt op Cyprus niet voor, wat wijst op de vele handelsrelaties van het eiland.
Hoe het Assyrische bestuur van Cyprus eruitzag, is onbekend. Tot nu toe konden geen stadhouders worden aangeduid. Daar de Assyriërs geen eigen zeemacht bezaten, beperkte men zich misschien ertoe, de tribuut in ontvangst te nemen en bleef de regionale heerschappij voorbehouden aan de inheemse koningen. Men neemt aan, dat Kition, een stichting van Sidon, de zetel van de Assyrische stadhouder kan zijn geweest of misschien het verzamelpunt voor de tribuut.